# Бережанська сільська рада (Лановецький район)
Бережа́нська сільська́ ра́да — адміністративно-територіальна одиниця та орган місцевого самоврядування в Лановецькому районі Тернопільської області. Адміністративний центр — село Бережанка.

## Загальні відомості
- Територія ради: 4,864 км²
- Населення ради: 822 особи (станом на 2001 рік)
- Територією ради протікають річки Жирак, Свинорийка

## Населені пункти
Сільській раді були підпорядковані населені пункти:
- с. Бережанка
- с. Жуківці

## Склад ради
Рада складалася з 14 депутатів та голови.
- Голова ради: Михащук Віктор Павлович
- Секретар ради: Любас Ангеліна Василівна

### Керівний склад попередніх скликань
| Прізвище, ім'я, по батькові | Основні відомості                                   | Дата обрання | Дата звільнення |
| --------------------------- | --------------------------------------------------- | ------------ | --------------- |
| Богатюк Орислава Іванівна   | Сільський голова, 1960 року народження              | 26.03.2006   | 31.10.2010      |
| Михащук Віктор Павлович     | Сільський голова, 1971 року народження, освіта вища | 17.10.2015   |                 |

Примітка: таблиця складена за даними сайту Верховної Ради України

### Депутати
За результатами місцевих виборів 2010 року депутатами ради стали:

#### За суб'єктами висування
| Суб'єкт висування                                       | Кількість обраних депутатів | %    |
| ------------------------------------------------------- | --------------------------- | ---- |
| Самовисування                                           | 9                           | 64,3 |
| Політична партія Всеукраїнське об'єднання «Батьківщина» | 4                           | 28,6 |
| Народна партія                                          | 1                           | 7,1  |

#### За округами
| № округу                                                | Прізвище, ім'я, по батькові   | Дата визнання обраним | Освіта             | Партійна приналежність                        | Відомості про обраного депутата                               |
| ------------------------------------------------------- | ----------------------------- | --------------------- | ------------------ | --------------------------------------------- | ------------------------------------------------------------- |
| Народна Партія                                          |                               |                       |                    |                                               |                                                               |
| 6                                                       | Гуменюк Володимир Вікторович  | 05.11.2010            | середня спеціальна | член Народної партії                          | тимчасово не працює                                           |
| Політична партія Всеукраїнське об'єднання «Батьківщина» |                               |                       |                    |                                               |                                                               |
| 1                                                       | Вавренюк Валентина Петрівна   | 05.11.2010            | середня спеціальна | член Всеукраїнського об'єднання «Батьківщина» | фельдшерсько-акушерський пункт с. Бережанка, молодшамедсестра |
| 2                                                       | Хрущ Віталій Миколайович      | 05.11.2010            | середня спеціальна | позапартійний                                 | Торговий дім"Європа", продавець                               |
| 3                                                       | Сокола Олег Віталійович       | 05.11.2010            | середня            | позапартійний                                 | Львівський тех.-економічний коледж, студент                   |
| 14                                                      | Галюк Петро Дмитрович         | 05.11.2010            | середня            | член Всеукраїнського об'єднання «Батьківщина» | тимчасово не працює                                           |
| Самовисування                                           |                               |                       |                    |                                               |                                                               |
| 4                                                       | Огородник Анатолій Максимович | 05.11.2010            | середня            | позапартійний                                 | пенсіонер                                                     |
| 5                                                       | Стасюк Іван Данилович         | 05.11.2010            | середня            | позапартійний                                 | пенсіонер                                                     |
| 7                                                       | Стрілкова Ольга Петрівна      | 27.03.2011            | середня            | позапартійна                                  | листоноша, відділення зв"язку с. Бережанка                    |
| 8                                                       | Критюк Олеся Олександрівна    | 05.11.2010            | вища               | позапартійна                                  | Жуковецька загальноосвітня школа, вчитель                     |
| 9                                                       | Кликова Тетяна Дмитрівна      | 05.11.2010            | середня спеціальна | позапартійна                                  | тимчасово не працює                                           |
| 10                                                      | Любас Ангеліна Василівна      | 05.11.2010            | середня спеціальна | член Народної партії                          | Бережанська сільська рада, секретар                           |
| 11                                                      | Кононюк Олексій Миколайович   | 05.11.2010            | середня спеціальна | член Всеукраїнського об'єднання «Свобода»     | АЗС м. Ланівці, оператор                                      |
| 12                                                      | Хом'як Андрій Олександрович   | 05.11.2010            | середня спеціальна | позапартійний                                 | тимчасово не працює                                           |
| 13                                                      | Поклепка Василь Степанович    | 05.11.2010            | середня спеціальна | позапартійний                                 | тимчасово не працює                                           |